# By the Way (canción)
«By the Way» es una canción de Red Hot Chili Peppers de su octavo disco de estudio By the Way y es su primer sencillo de promoción del álbum. «By the Way» fue un éxito mundial, la canción consiguió ser número uno en varias listas, siendo la sexta canción de la banda californiana en conseguir ser número uno en el Billboard Modern Rock Tracks. La canción es una de las más populares entre los fanes, siendo una de las canciones que más acogida tiene por el público cuando es tocada en directo.
Esta canción ocupa el puesto 52 de las 100 mejores canciones del siglo XXI de la revista Rolling Stone.

## Video
Este video se dirigió por Jonathan Dayton y Valerie Faris, una pareja que ha colaborado en muchos otros videos de los Red Hot Chili Peppers, que según Kiedis, no tiene mucho que ver con la letra.
Un salvaje taxista (interpretado por Dave Sheridan) es, aparentemente, un fan de Red Hot Chili Peppers, que secuestra a Anthony Kiedis cuando se dirigía a un concierto de una chica llamada «Dani». El taxista bloquea la puerta y comienza a conducir muy deprisa por la ciudad. Pero Anthony avisa a John Frusciante y a Flea, que al principio no se lo creen, pero poco después salen en un Ford Bronco naranja, se ponen junto al taxi, y Kiedis salta por la ventanilla hacia John y Flea. Al final, se ve a Chad Smith montando en el taxi. Él, aunque no salga en el video, tiene el mismo problema con el taxista. La «continuación» de la historia es el video de «Universally Speaking». Existe también un video alternativo, donde solo es grabada la performance de la banda, con solo el efecto vibración en la grabación. La banda se encuentra en un lugar completamente oscuro, y una luz los ilumina.